# Antoni Almirall i Romagosa
Antoni Almirall i Romagosa (Sitges, 29 de gener de 1860 - Sitges, 25 de maig de 1905) fou un pintor català, membre de l'Escola luminista de Sitges.

## Biografia
Fill de Joan Almirall i d'Antònia Romagosa i Vidal. El 1888 participà per primera vegada en una exposició col·lectiva a la Sala Parès. No obstant això, la seva etapa més prolífica com a pintor s'inicià en instal·lar-se Santiago Rusiñol a Sitges (1891) i es prolongà tot just fins a mitjans d'aquella mateixa dècada. El 1892, juntament amb Arcadi Mas i Fondevila, Joaquim de Miró i Rusiñol, formà part de la comissió organitzadora de la Primera Exposició de Belles Arts de Sitges (altrament dita Primera Festa Modernista), a la qual aportà sis obres. Aquell mateix any també fou membre de la comissió d'homenatge a Ramon Canudes organitzada pel Círculo Artístico de Barcelona, i el 1893 va participar en la X Exposició Extraordinària de la Sala Parès, on presentà Cementiri de Sitges, una de les seves obres més conegudes que avui pertany a la Col·lecció d'Art de la Vila de Sitges.
Més endavant intervingué en l'adquisició de la casa veïna al Cau Ferrat (1894) i en la decoració de la Cerveseria del Cau Ferrat, on va pintar dues cornucòpies (1895).

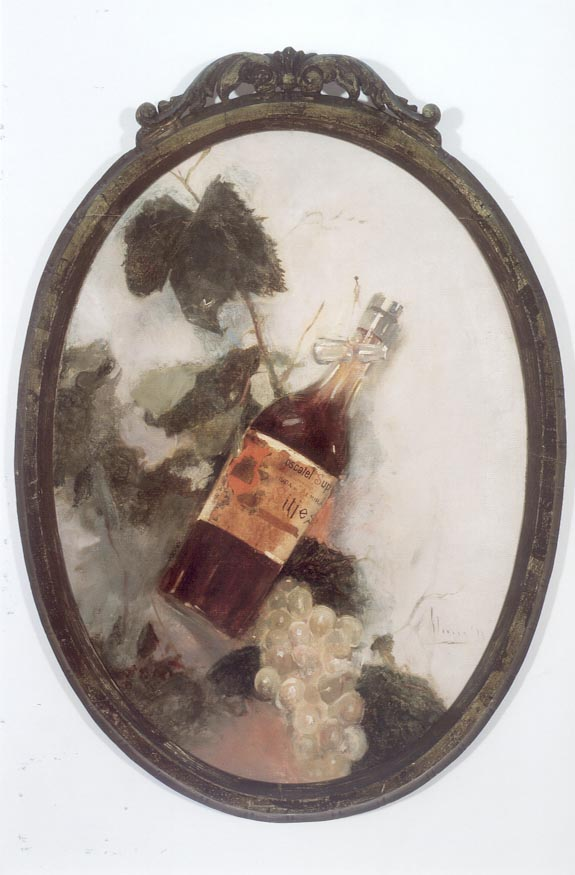
Moscatell. 1895. Col·lecció Art de la Vila de Sitges

Amic i coetani de Joaquim de Miró, amb qui compartia a més l'afició per la fotografia, la seva carrera artística fou més irregular i la seva obra molt menys abundant que no pas la d'aquell. De jove patí d'hemoptisi i aquest fet marcà en gran manera la seva pintura, que es caracteritza per una afinada sensibilitat de regust impressionista. Orientat al paisatgisme i el retrat, hi ha obra seva als museus Maricel i Cau Ferrat, però la majoria dels quadres que realitzà pertanyen a col·leccions particulars.
Paral·lelament al vessant artístic, Almirall desenvolupà també una notable actuació cívica, col·laborant en diverses iniciatives que tingueren lloc a la vila en l'última dècada del segle passat. Contribuí a les subscripcions per a la reforma de la Punta (1891), formà part de la comissió pro monument al Greco- junt amb Bartomeu Carbonell i Batlle, Antoni Catasús i Josep Planes i Robert- i participà en la comissió homenatge al Doctor Bartomeu Robert amb motiu de la inauguració del saló de sessions de l'Ajuntament (1900).
Va morir a Sitges el 25 de maig de 1905, a l'edat de quarant-cinc anys. En l'Exposició Històrica d'Art Sitgetà, celebrada al Casino Prado el 1925 pogueren veure tres quadres seus.
El 1978 el Grup d'Estudis Sitgetans muntà una exposició d'obres seves i de Joaquim de Miró. Dos anys més tard, un oli seu fou inclòs en una antològica sobre l'Escola Luminista organitzada per la mateixa entitat (1980).
D'altra banda Ramon Planes publicà la Filla del pintor (1976), novel·la inspirada en Almirall i el seu entorn familiar.